# Creston (Illinois)
Creston is een plaats (village) in de Amerikaanse staat Illinois, en valt bestuurlijk gezien onder Ogle County.

## Demografie
Bij de volkstelling in 2000 werd het aantal inwoners vastgesteld op 543. In 2006 is het aantal inwoners door het United States Census Bureau geschat op 601, een stijging van 58 (10,7%).

## Geografie
Volgens het United States Census Bureau beslaat de plaats een oppervlakte van 1,1 km², geheel bestaande uit land. Creston ligt op ongeveer 276 m boven zeeniveau.

## Plaatsen in de nabije omgeving
De onderstaande figuur toont nabijgelegen plaatsen in een straal van 20 km rond Creston.